# Pojkarna i mitt liv
Pojkarna i mitt liv (engelska: Riding in Cars with Boys) är en amerikansk långfilm från 2001 i regi av Penny Marshall, med Drew Barrymore, Steve Zahn, Adam Garcia och Brittany Murphy i rollerna. Filmen baseras på en självbiografisk roman skriven av Beverly D'Onofrio.

## Rollista
| Drew Barrymore  | – Beverly Donofrio         |
| Steve Zahn      | – Ray Hasek                |
| Adam Garcia     | – Jason                    |
| Brittany Murphy | – Fay Forrester            |
| James Woods     | – Mr. Leonard Donofrio     |
| Lorraine Bracco | – Mrs. Teresa Donofrio     |
| Rosie Perez     | – Shirley Perro            |
| Sara Gilbert    | – Tina Barr                |
| Peter Facinelli | – Tommy Butcher            |
| Mika Boorem     | – Beverly Donofrio - 11 år |
| Celine Marget   | – Janet Donofrio - 8 år    |
| Vincent Pastore | – Farbror Lou              |
| Maryann Urbano  | – Faster Ann               |